# ریکاردو پی‌ال‌سی
ریکاردو یک شرکت انگلیسی سهامی عام است که به نام بنیانگذار آن، هری ریکاردو نامگذاری شده است و در سال ۱۹۱۵ به ثبت رسیده است. از سال ۱۹۱۹ دفتر مرکزی آن در شورهام-بای-سی بوده است. ریکاردو موتور، سامانه‌های انتقال قدرت، سامانه‌های خودرو، سامانه‌های ترابری هوشمند (ITS) و سامانه‌های هیبریدی و الکتریکی را توسعه می‌دهد. امکانات این شرکت در خدمت ترابری، صنایع دفاعی و انرژی پاک هستند.